# 維港灣

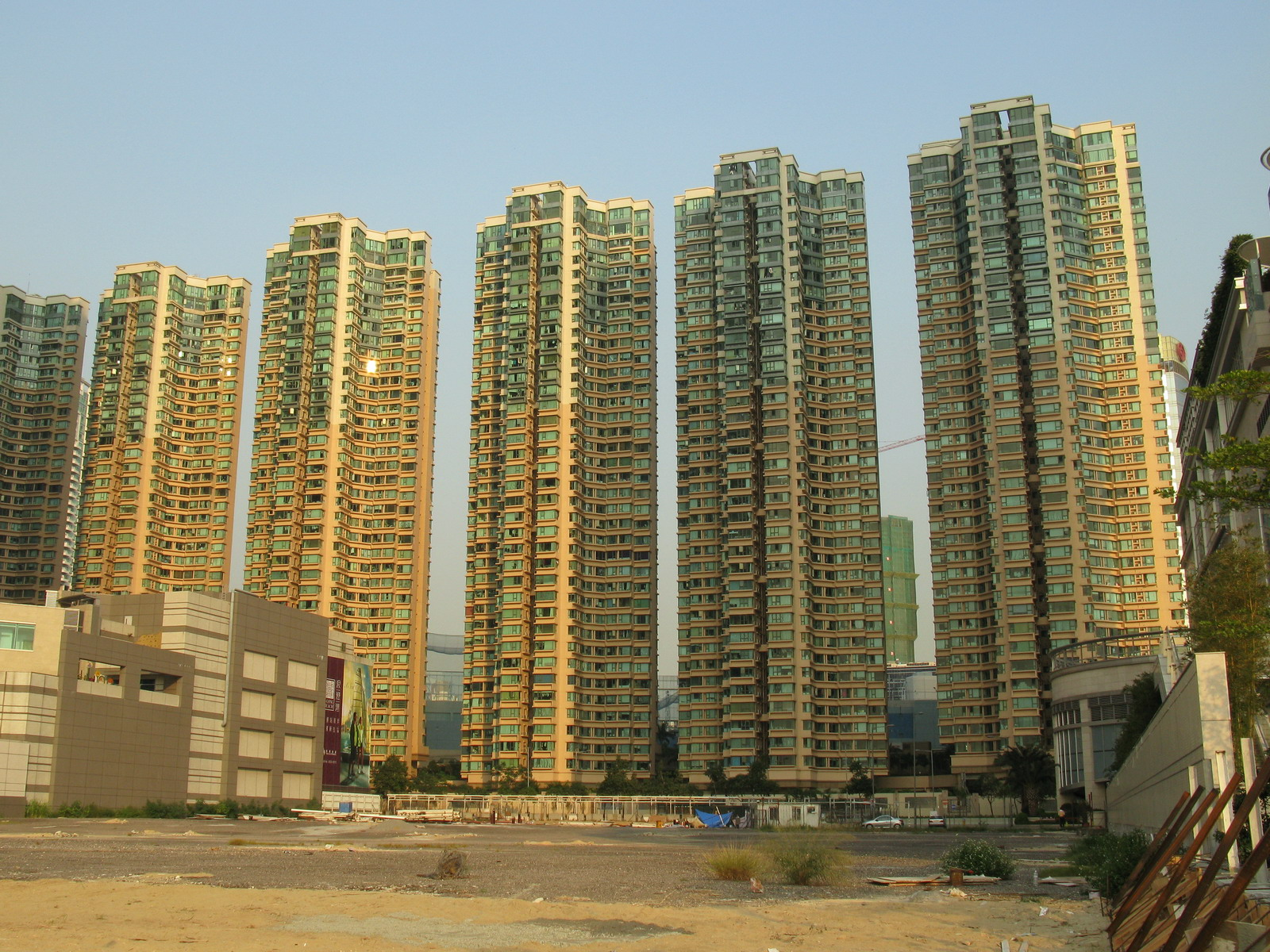
維港灣第1座（左起）至第7座的6幢住宅大廈

維港灣（英語：Island Harbourview）是香港油尖旺區大角咀的大型私人屋苑，也是奧運站上蓋物業發展第二期項目及大角咀填海區臨海的私人屋苑，為「奧運三寶」屋苑之一。維港灣合共有2,314個單位，579個車位。發展商為信和置業、中銀香港、發展置地（今凱德集團）、嘉里建設及前地鐵公司（今港鐵公司），於2000年2月入伙。
維港灣鄰近奧海城及港鐵奧運站。

## 事件及軼事

### 一手銷情
維港灣分別於1998年11月及1999年1月推出市場發售，而首度發售時以市場預期低約半成的呎價4288元開售，一度錄得50倍超額認購，首日準買家多達600多人，銷情亦達推出單位的八成。

### 圍封強檢

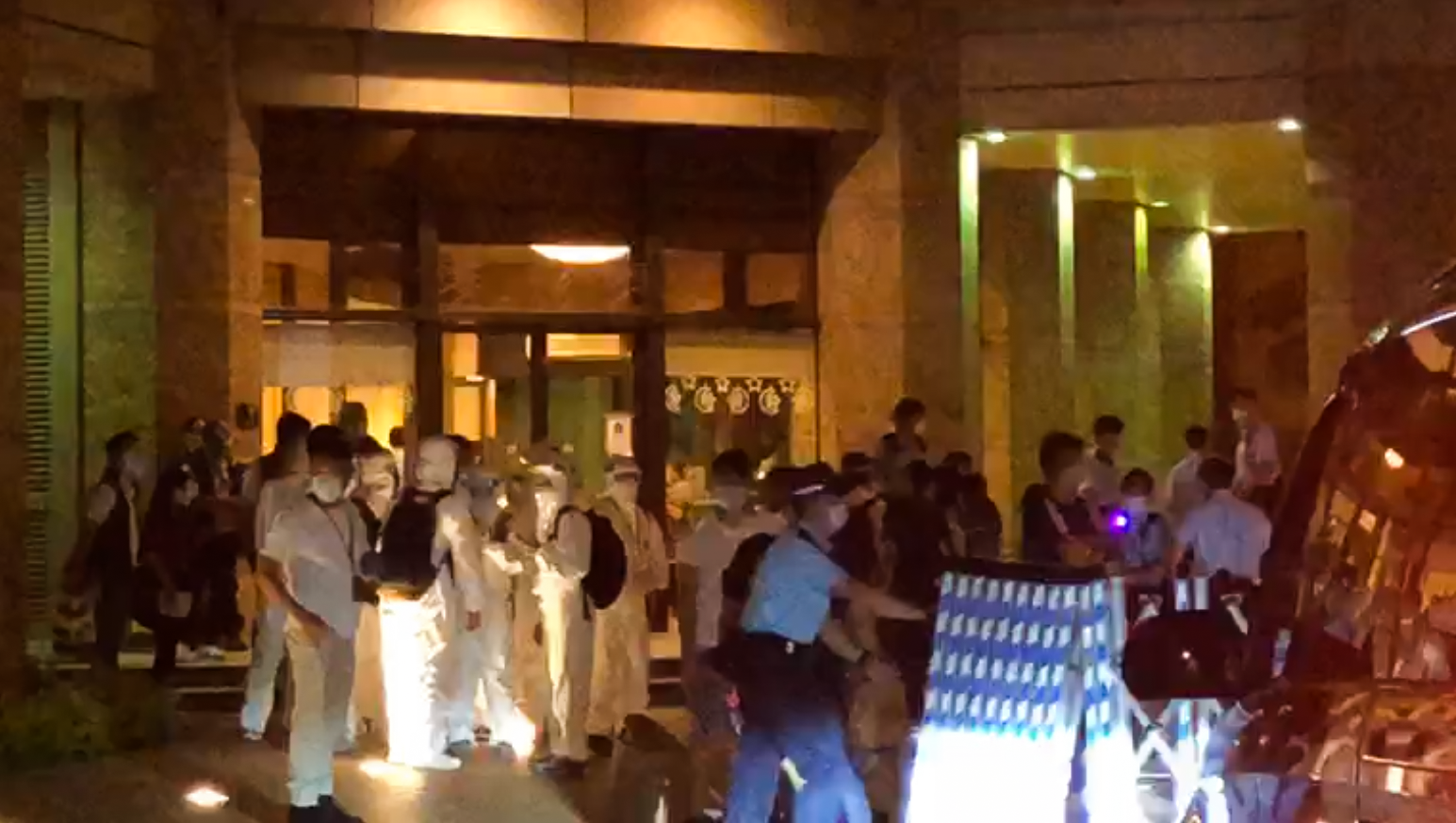
多名警員和穿上保護衣的人員到第六座入口

2021年5月23日晚上，政府把大角咀維港灣第六座設為「受限區域」，居民需在翌日凌晨12時半前起接受檢測，目標在翌日早上7時前完成行動。政府指當日在該大廈發現一宗感染源頭不明的初步確診個案，並初步顯示涉及變種病毒株，經評估後相關區域感染風險有機會較高，因此決定進行圍封。當局亦圍封附近網球場以設立臨時採樣站。

## 著名業主
- 麥明詩

## 鄰近
- 奧海城一期
- 海輝道海濱花園
- 一號銀海
- 瓏璽
- 浪澄灣
- 凱帆軒
- 西九龍公路

## 外部參考
- 維港灣地圖 （页面存档备份，存于）

1. ↑  . 頭條日報. 2019-03-18  [2019-03-20]. （原始内容存档于2019-06-02）.

22°19′06″N 114°09′24″E / 22.318468°N 114.156619°E